# Procédé Mond
Le procédé Mond est un procédé chimique d'extraction et de purification du nickel mis au point par Ludwig Mond et al. en 1890 et mis en œuvre à l'échelle industrielle dès avant la fin du XIXe siècle. Ce procédé repose sur la réduction d'oxydes de nickel afin d'obtenir ce dernier sous forme métallique pure en utilisant la facilité avec laquelle le monoxyde de carbone forme réversiblement un complexe de tétracarbonyle de nickel Ni(CO)4 : aucun autre élément chimique n'est susceptible de former un tel carbonyle de métal dans les conditions opératoires douces de ce procédé.

## Principe
Le procédé Mond se déroule en trois étapes :
1. L'oxyde de nickel(II) NiO est réduit au gaz de synthèse pour éliminer l'oxygène, laissant un nickel impur comportant notamment une proportion de fer, de cobalt et de cuivre:
NiO(s) + H2 (g) → Ni(s) + H2O(g), avec diverses autres impuretés métalliques dans le nickel.
2. Le résidu métallique est traité au monoxyde de carbone CO à une température d'environ 50 à 60 °C pour être carbonylé, seul le nickel réagissant au CO dans ces conditions pour former un carbonyle gazeux :
Ni(s) + 4 CO(g) → Ni(CO)4 (g).
3. Le mélange gazeux de monoxyde de carbone et de tétracarbonyle de nickel est alors chauffé à une température d'environ 220 à 250 °C pour décomposer le Ni(CO)4, qui donne du nickel métallique :
Ni(CO)4 (g) → Ni(s) + 4 CO(g), le nickel étant, cette fois, pur.

Cette dernière étape peut être conçue pour produire le nickel sous forme de poudre métallique, mais, le plus souvent, on utilise un substrat à recouvrir par un dépôt de nickel issu de la décomposition du carbonyle. Ainsi, on fait tomber de petites pastilles chaudes à travers le gaz carbonylé afin qu'une couche de nickel pur se dépose à la surface de ces pastilles pour les faire grossir.
Ce procédé peut également être utilisé pour déposer du nickel à la surface d'autres métaux, lorsque la forme des pièces métalliques où la présence d'angles aigus rend les méthodes de galvanoplastie difficiles à mettre en œuvre. Cependant, la toxicité du monoxyde de carbone et des carbonyles de métal limite l'usage de ce type de procédé pour ce genre d'applications, pour lesquelles on préfère recourir au nickelage autocatalytique.

## Industrialisation
Dans la métallurgie extractive du nickel, la carbonylation du nickel est une des dernières étapes de l'affinage de la matte de nickel. Elle est affinée dans un convertisseur (procédé Manhès-David), qui lui retire presque tout le fer, et une petite partie du soufre : une composition typique d'une matte affinée est 35 % de nickel, 40 %  de cuivre et 25 % de soufre. Après solidification, cette matte, peut être directement affinée par carbonylation : c'est le cas pour la moitié des mattes de nickel issues de minerais sulfureux.
Pour l'autre moitié des mattes de nickel issues de minerais sulfureux, la matte est refroidie lentement, finement broyée et mélangée avec de la chaux pour en faire une solution basique (PH 12). Une séparation magnétique retire l'alliage métallique Ni-Cu (65 % nickel, 17 % cuivre et métaux précieux) des sulfures de cuivre et de nickel. Cet alliage, plus riche en nickel (plus de 35 %) mais dont l'élaboration nécessite une étape supplémentaire, est alors plus efficacement affiné par carbonylation.
Le procédé de Mond permet d'extraction du nickel de l'alliage métallique de cuivre-nickel. La carbonylation est réalisée dans des fours tambours rotatifs, à 50 °C. La réaction est très exothermique et dégage 160 kJ/mol de Ni(CO)4 : le four doit donc être vigoureusement refroidi à l'eau pour rester à 50 °C. Mais la pénétration du monoxyde de carbone dans l'alliage de nickel est très lente : on l'accélère alors avec addition d'oxysulfure de carbone COS, ou en opérant à haute pression (70 bar et 170 °C) si la teneur en fer est inférieure à 2 % car la carbonylation du  fer en pentacarbonyle de fer Fe(CO)5 complique la récupération du nickel. En effet, le retrait du carbonyle de fer se fait par condensation fractionnée du mélange gazeux, le carbonyle de nickel se condensant à 43 °C, et le carbonyle de fer à 103 °C.

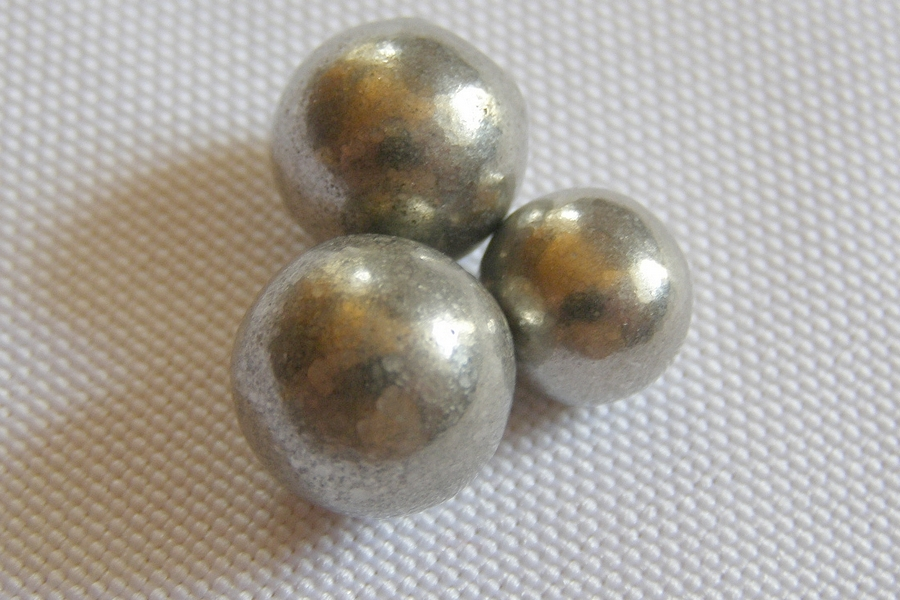
Boulettes de nickel issues du procédé Mond.

La décomposition du tétracarbonyle de nickel est réalisée, soit en faisant passer le gaz au travers un lit de boulettes (ou pellets) de nickel chauffées à 240 °C, soit en chauffant violemment à 300 °C le gaz dans une cuve. Dans le cas des boulettes, on les charge avec un diamètre de 0,5 mm, et on les extrait lorsqu'elles atteignent 1 cm de diamètre. Le réchauffage violent, lui, produit une fine poudre (granulométrie de 2  à   10 μm). Il est aussi possible de décomposer les carbonyles de nickel et de fer ensemble, et de produire des boulettes de ferronickel.
En 2009, ce procédé concerne un peu moins de 300 000 tonnes par an de nickel sur les 1 500 000 tonnes de nickel primaire produites dans le monde.